# Димас, Пиррос
Пи́ррос Ди́мас (греч. Πύρρος Δήμας, алб. Pirro Dhima; род. 13 октября 1971, Химара, Албания) — греческий тяжелоатлет, многократный чемпион Греции, чемпион Европы (1995), трёхкратный чемпион мира (1993, 1995, 1998), трёхкратный чемпион Олимпийских игр (1992, 1996, 2000), одиннадцатикратный рекордсмен мира. В 2009 году включён в Зал славы тяжёлой атлетики.

## Биография
Пиррос Димас родился в городе Химара на юге Албании в семье этнических греков. Начал заниматься тяжёлой атлетикой в 1982 году. В 1989 и 1990 годах был чемпионом Албании в весовой категории до 82,5 кг. В 1991 году переехал в Грецию, где с ним стал работать известный греческий тренер Христос Якову.
В 1992 году дебютировав под флагом Греции на международных соревнованиях, Пиррос Димас завоевал бронзовую медаль чемпионата Европы, а затем одержал сенсационную победу на Олимпийских играх в Барселоне. На протяжении последующих двух олимпийских циклов Пиррос Димас оставался ведущим тяжелоатлетом мира в своей весовой категории, трижды побеждал на чемпионатах мира, дважды на Олимпийских играх, установил 11 мировых рекордов.
После победы на Олимпийских играх в Сиднее (2000) Пирроса Димаса преследовали травмы, которые вынудили его пропустить почти весь следующий олимпийский цикл. Он перенёс несколько операций, не смог полностью избавиться от болей в спине и кисти руки, но тем не менее принял решение выступать на Олимпийских играх в Афинах (2004), где ему была доверена честь нести флаг Греции на церемониях открытия и закрытия. Пиррос Димас был близок к завоеванию четвёртой золотой олимпийской медали, но обострение травмы не позволило ему успешно выполнить две последние попытки в толчке, и он занял по сумме двоеборья только третье место. Несмотря на эту относительную неудачу зал приветствовал его овацией и гимном Греции.
Пиррос Димас стал первым тяжелоатлетом в истории, которому удалось завоевать три золотые и одну бронзовую медаль Олимпийских игр. В 2004 году он принял решение завершить свою спортивную карьеру и перешёл на работу комментатора и эксперта греческого телевидения, а в 2008 году возглавил Федерацию тяжёлой атлетики Греции. В 2012 году по списку партии ПАСОК избран депутатом парламента Греции. Член исполкома Международной федерации тяжелой атлетики (IWF).
Награждён Золотым крестом ордена Почёта.